# Armorial des ducs de Bretagne
- quelques blasons ne sont pas référencés.

Cette page constitue un armorial des ducs de Bretagne : elle donne les armoiries (figures et blasonnements) des nobles issus de la maison de Bretagne.  Pour les familles nobles et notable de Bretagne, voir l'Armorial des familles de Bretagne.

## Le trône
| Figure | Nom du prince et blasonnement |
| ------ | --- |
|        | ducs de Bretagne de 1213 à 1316 : échiqueté d'or et d'azur à la bordure de gueules, au franc-quartier d'hermine brochant . après 1316 : D'hermine plain.                                                    |
|        | les héritiers à partir de Jean Ier : échiqueté d'or et d'azur à la bordure engrelée de gueules, au franc-quartier d'hermine brochant[réf. nécessaire]. à partir de Jean V : d'hermine au lambel de gueules. |

## Les souverains
| Figure | Nom du prince et blasonnement |
| ------ | --- |
|        | Pierre Mauclerc (1191 – 6 juillet 1250), baillistre de Bretagne (1213-1237) et comte de Richmond (1219-1235). Échiqueté d'or et d'azur à la bordure de gueules, au franc-quartier d'hermine brochant, portés ensuite par : - les ducs de Bretagne jusqu'en 1316. |
|        | Jean III (1286 † 1341), duc de Bretagne D'hermine plain, portés ensuite par : - les ducs de Bretagne jusqu'en 1514. Pour les hypothèses relatives à ce changement d'armoiries, voir Armoiries de la Bretagne. |
|        | Anne de Bretagne (1477 † 1514), fille de François II de Bretagne et Marguerite de Foix duchesse de Bretagne, puis, en 1491 et en 1499, reine de France avant 1491 : Écartelé d'hermine et d'or à 3 pals de gueules[réf. nécessaire]. après 1491 : Parti d'azur à trois fleurs de lys d'or et d'hermine. |
|        | Claude de France (1499 † 1524), fille de Louis XII de France et Anne de Bretagne duchesse de Bretagne, puis, en 1514, reine de France avant 1514 : Écartelé d'azur à trois fleurs de lys d'or et d'hermine[réf. nécessaire]. après 1514 : Parti d'azur aux trois fleurs de lys d'or au lambel d'argent et écartelé d'azur à trois fleurs de lys d'or et d'hermine[réf. nécessaire]. après 1515 : Parti d'azur à trois fleurs de lys d'or et écartelé d'azur à trois fleurs de lys d'or et d'hermine[réf. nécessaire].                                                                                |
|        | François III (1518 † 1536), dauphin, duc de Bretagne, fils de François Ier de France et Claude de France duchesse de Bretagne, puis, en 1514, reine de France Écartelé aux 1 et 4, contre-écartelé aux 1 et 4 d'azur aux trois fleurs de lys d'or et aux 2 et 3 d'or au dauphin d'azur, crêté, barbé, loré, peautré et oreillé de gueules ; aux 2 et 3, contre-écartelé aux 1 et 4 d'azur aux trois fleurs de lys d'or et aux 2 et 3 d'hermine, porté ensuite par : - Henri (1519 † 1559), son frère, dauphin et duc de Bretagne à partir de 1536, avant de devenir roi de France (Henri II) en 1549 |

## Les cadets de Dreux-Bretagne
| Figure | Nom du prince et blasonnement |
| ------ | --- |
|        | Jean, (1266 – 1334), comte de Richmond (1306-1334), fils de Jean II de Bretagne. Échiqueté d'or et d'azur à la bordure de gueules chargée de léopards d'or, au franc-quartier d'hermine brochant. |
|        | Pierre (1269 – 1312), vicomte de Léon (1306-1334), fils de Jean II de Bretagne. avant 1316 : Échiqueté d'or et d'azur à la bordure de gueules chargée de besants d'argent, au franc-quartier d'hermine brochant. après 1316 : D'hermine à la bordure de gueules, chargée de besants d'argent[réf. nécessaire]. |
|        | Guy VII (1287 † 1331), comte de Penthièvre et vicomte de Limoges, fils d'Arthur II, duc de Bretagne D'hermine à la bordure de gueules. |
|        | Jeanne de Penthièvre (1319 † 1384), comtesse de Penthièvre et vicomtesse de Limoges, fils Guy VII, comte de Penthièvre et vicomte de Limoges Parti d'hermine plain et d'hermine à la bordure de gueules[réf. nécessaire].                                                                                      |
|        | Jean (1294 † 1345), comte de Montfort, fils d'Arthur II, duc de Bretagne D'hermine à la bordure de gueules, chargé de léopards d'or. |
|        | Arthur III de Bretagne (1393 † 1458), Comte de Richmond, fils de Jean IV, avant de devenir, en 1457, duc de Bretagne D'hermine au lambel de gueules, les trois pendants chargés de trois léopards d'or. |
|        | Pierre II de Bretagne (1418 † 1457), comte de Guingamp, fils de Jean V, avant de devenir, en 1450, duc de Bretagne D'hermine au lambel d'azur, les trois pendants chargés de trois fleurs de lys d'or. |
|        | Richard (1395 † 1438), comte d'Étampes, de Vertus, de Benon et de Mantes, fils de Jean IV, duc de Bretagne, et de sa troisième épouse Jeanne de Navarre, père de François II de Bretagne. D'hermine à la bordure engrelée de gueules.                                                                          |
|        | François II de Bretagne (1435 † 1488), comte d'Étampes, fils de Richard d'Étampes, avant de devenir, en 1450, duc de Bretagne D'hermine au lambel d'azur chargé d'une fleur de lys d'or et surchargé d'un lambel d'argent.                                                                                     |

## LaMaison de Machecoul
| Figure | Nom du prince et blasonnement |
| ------ | --- |
|        | Olivier Ier de Machecoul (1231 – 1279), dit Olivier de Braine, seigneur de Machecoul, fils de Pierre Ier de Bretagne dit Pierre Mauclerc. D'argent à trois chevrons de gueules. |

## LaMaison illégitime d’Avaugour des comtes de Goëllo
| Figure | Nom du prince et blasonnement |
| ------ | --- |
|        | François Ier d'Avaugour, comte de Vertus comte de Goëllo et baron d'Avaugour. (1462-1510), fils de François II de Bretagne. Ecartelelé aux I et IV d'hermine, les II et III contre-ecartelés : aux I et IV du contre-écartelé d'azur aux trois fleurs de lys d'or au lambel d'argent, aux II et III du contre-ecartelé d'argent à la guivre d'azur couronnée d'or hissante de carnation ; sur le tout d'argent au chef de gueules. |

## Sources
- Ottfried Neubecker, Roger Harmingues, Le Grand livre de l'héraldique, Bordas, 1976 (réimpr. 1982), 288 p. (ISBN 2-04-012582-5)
- Jiri Louda et Michael Maclagan, Les Dynasties d'Europe, Bordas, 1981 (réimpr. 1993), 308 p. (ISBN 2-04-027013-2)